# Parti libéral du Monténégro
Le Parti libéral du Monténégro (en monténégrin : Либерална партија Црне Горе, Liberalna partija Crne Gore, LP) est un parti politique fondé en 2004, prenant la suite de l'Alliance libérale du Monténégro, et présidé par Miodrag Živković.

## Présentation
Partisan de politiques sociales-libérales, le Parti libéral du Monténégro se situe dans l'opposition au gouvernement conduit par le Parti démocratique socialiste du Monténégro.
Aux élections législatives de 2006, le Parti libéral du Monténégro, allié au Parti bosniaque du Monténégro, obtient 3.76 % des voix et 3 députés.
Le 21 novembre 2014 le congrès de l'Alliance des libéraux et des démocrates pour l'Europe a accepté le Parti libéral du Monténégro comme membre associé.
Son président est Andrija Popović.